# Lucca-Augen
Lucca-Augen sind mit Tatar, Kaviar und Austern belegte Toastbrotscheiben. Erfunden wurden sie von einem Küchenchef des Berliner Hotels Kempinski zu Ehren der 1842 geborenen Pauline Lucca, einer Schülerin von Giacomo Meyerbeer.
Zur Zubereitung wird aus rohem, gehacktem Rinderfilet, Eigelb, Zwiebeln, Salz, Pfeffer und Worcestersauce Tatar angemacht, auf eine Scheibe geröstetes Toastbrot gesetzt, mit einer entbarteten Auster ergänzt und mit Kaviar garniert, so dass die Brote wie Augen aussehen.